# Puccinia longicornis
Puccinia longicornis ist eine Ständerpilzart aus der Ordnung der Rostpilze (Pucciniales). Der Pilz ist ein Endoparasit der Bambus-Gattungen Nipponobambusa, Phyllostachys, Pleioblastus, Pseudosasa, Sasa und Sasaella. Symptome des Befalls durch die Art sind Rostflecken und Pusteln auf den Blattoberflächen der Wirtspflanzen. Sie ist in Japan und China verbreitet.

## Merkmale

### Makroskopische Merkmale
Puccinia longicornis ist mit bloßem Auge nur anhand der auf der Oberfläche des Wirtes hervortretenden Sporenlager zu erkennen. Sie wachsen in Nestern, die als gelbliche bis braune Flecken und Pusteln auf den Blattoberflächen erscheinen.

### Mikroskopische Merkmale
Das Myzel von Puccinia longicornis wächst wie bei allen Puccinia-Arten interzellulär und bildet Saugfäden, die in das Speichergewebe des Wirtes wachsen. Aecien oder Spermogonien der Art sind nicht bekannt. Die gelbbraunen Uredien des Pilzes wachsen beidseitig auf den Blattoberflächen der Wirtspflanze. Ihre goldenen bis zimtbraunen Uredosporen sind breitellipsoid bis kugelig, 28–34 × 24–30 µm groß und fein stachelwarzig. Die Telien der Art sind schwarzbraun, früh offenliegend und kompakt. Die goldenen bis haselnussbraunen Teliosporen sind zweizellig, in der Regel spindel- bis zylindrisch-spindelförmig und 65–100 × 14–19 µm groß; ihre Stiele sind hyalin und bis zu 200 µm lang.

## Verbreitung
Das bekannte Verbreitungsgebiet von Puccinia longicornis umfasst China und Japan.

## Ökologie
Die Wirtspflanzen von Puccinia longicornis sind verschiedene Bambusse der Gattungen Nipponobambusa, Phyllostachys, Pleioblastus, Pseudosasa, Sasa und Sasaella. Der Pilz ernährt sich von den im Speichergewebe der Pflanzen vorhandenen Nährstoffen, seine Sporenlager brechen später durch die Blattoberfläche und setzen Sporen frei. Die Art verfügt über einen Entwicklungszyklus, von dem bislang lediglich Telien und Uredien sowie deren Wirt bekannt sind; Spermogonien und Aecien konnten dem Pilz nicht zugeordnet werden.